# Otokar Jawrower
Otokar Jawrower, właśc. Otto Bernard Jawrower, także jako Ottocar Jawrower (ur. 14 lipca 1895 w Brodach) – polski Żyd, muzyk, przemysłowiec, poeta, działacz kulturalny i emigracyjny.

## Życiorys
Urodził się 14 lipca 1895 w Brodach jako Otto Bernard Jawrower. Pochodził z rodziny polskich Żydów. W 1915 zdał egzamin dojrzałości w C. K. Gimnazjum im. Franciszka Józefa w Drohobyczu. Po maturze zamierzał podjął studia w konserwatorium muzycznym. W młodości był w tym mieście dyrygentem orkiestry kameralnej w Drohobyczu.
W okresie II Rzeczypospolitej był przemysłowcem naftowym. Przed 1939 zamieszkał w Wiedniu. Podczas II wojny światowej znalazł się w Urugwaju jako uchodźca wojenny. Tam przed 1943 został pozyskany przez polski wywiad władz RP na uchodźstwie celem udzielania informacji o sferach komunistycznych i prosowieckich.
Był redaktorem naczelnym czasopisma „La Voz de Polonia en El Uruguay”, założonego 16 kwietnia 1943 w urugwajskim w Montevideo oraz dyrektorem naczelnym placówki kulturalno-propagandowej o tej samej nazwie, prowadzącej aktywność działalność w Urugwaju. Prowadził propolską działalność propagandową publikując w urugwajskich czasopismach „El Pia”, „El Bieno”, „El Pais”, „El Plata”.
Zarządzeniem Prezydenta RP na uchodźstwie Augusta Zaleskiego z 11 listopada 1960 został odznaczony Krzyżem Kawalerskim Orderu Odrodzenia Polski za zasługi położone w służbie dla Rzeczypospolitej Polskiej na terenie Urugwaju.

## Publikacje i dzieła
- Polonia en el Uruguay
- Amapola purpúrea. Elegías a la patria. Tradujo del original polaco Otokar Jawrower (1955, autorka: Józefa Radzymińska)[13]
- Symfonia Ziemi (dzieło muzyczne)[9]